# Анахајм
Анахајм (енгл. Anaheim) град је у америчкој савезној држави Калифорнија. По попису становништва из 2010. у њему је живело 336.265 становника. По броју становника је десети град у Калифорнији.
У Анахајму се налази забавни парк Дизниленд.

## Демографија
Према попису становништва из 2010. у граду је живело 336.265 становника, што је 8.251 (2,5%) становника више него 2000. године.
|                   | 2010.            | 2000.            |
| Укупно            | 336 265 (100,0%) | 328 014 (100,0%) |
| Хиспаноамериканци | 177 467 (52,78%) | 153 374 (46,76%) |
| Белци             | 92 362 (27,47%)  | 117 607 (35,85%) |
| Азијати           | 49 857 (14,83%)  | 39 311 (11,98%)  |
| Афроамериканци    | 9 347 (2,780%)   | 8 735 (2,663%)   |
| Остали            | 7 232 (2,151%)   | 8 987 (2,740%)   |

## Партнерски градови
- Мито
- Виторија